# Miad Charmaré
Miad Charmaré (né le 17 mai 1987) est un footballeur qui évolue au poste d'attaquant pour l'équipe nationale de Djibouti et pour le FC Société Immobilière de Djibouti.

## Carrière
- 2003-2006 : Poste de Djibouti
- 2006-2011 : FC Société Immobilière de Djibouti[2]